# Powiat grajewski

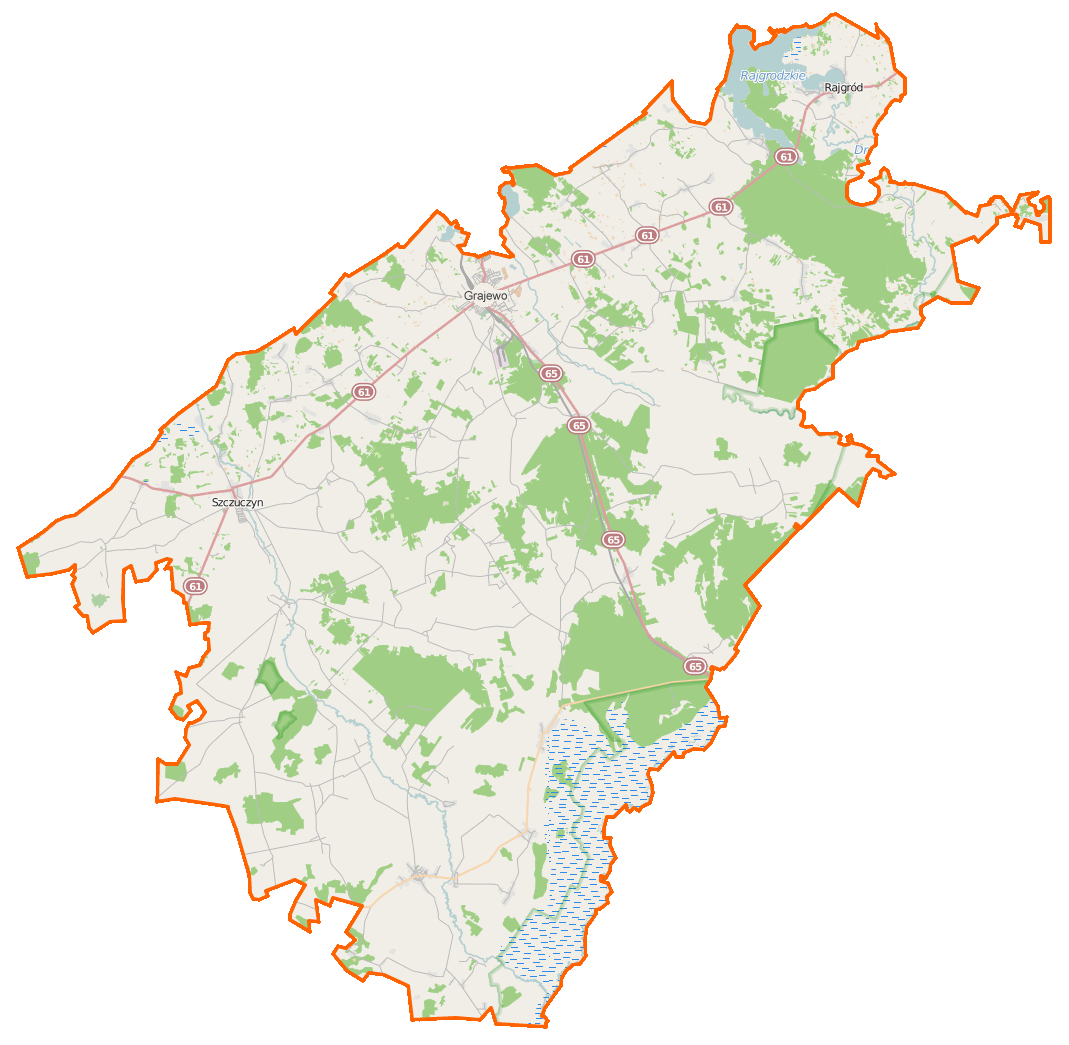
Mapa powiatu

Powiat grajewski – powiat w Polsce (województwo podlaskie), utworzony w 1999 roku w czasie wprowadzania  reformy administracyjnej. Jego siedzibą jest miasto Grajewo.
W skład powiatu wchodzą:
- gminy miejskie: Grajewo
- gminy miejsko-wiejskie: Rajgród, Szczuczyn
- gminy wiejskie: Grajewo, Radziłów, Wąsosz
- miasta: Grajewo, Rajgród, Szczuczyn

Według danych z 31 grudnia 2019 roku powiat zamieszkiwało 47 210 osób. Natomiast według danych z 30 czerwca 2020 roku powiat zamieszkiwało 47 039 osób.

## Demografia

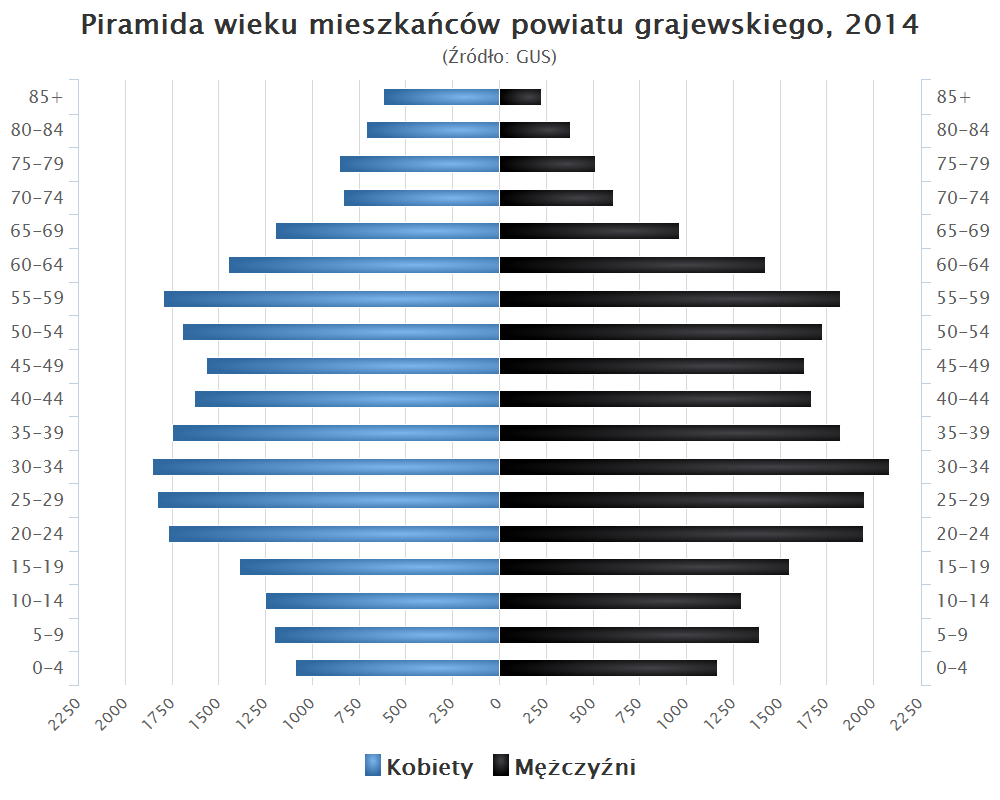
Piramida wieku mieszkańców powiatu grajewskiego w 2014 roku

Liczba ludności (dane z 30 czerwca 2012):
|        | Ogółem | Ogółem | Kobiety | Kobiety | Mężczyźni | Mężczyźni |
| osób   | %      | osób   | %       | osób    | %         |           |
| ------ | ------ | ------ | ------- | ------- | --------- | --------- |
| Ogółem | 49 327 | 100    | 24 843  | 50,36   | 24 484    | 49,64     |
| Miasto | 27 583 | 55,92  | 14 151  | 28,69   | 13 432    | 27,23     |
| Wieś   | 21 744 | 44,08  | 10 692  | 21,68   | 11 052    | 22,41     |

▶Wieś vs ▶miasto
Ogółem (▶k, ▶m)
Miasto (▶k, ▶m)
Wieś (▶k, ▶m)

## Stopa bezrobocia
We wrześniu 2019 liczba zarejestrowanych bezrobotnych wynosiła 2 000 osób, a stopa bezrobocia 11,4%.

## Lista jednostek opieki zdrowotnej
- Szpital Ogólny im. dr Witolda Ginela w Grajewie[7]
- Zakład Opiekuńczo-Leczniczy w Szczuczynie[8]

## Starostowie grajewscy
- Henryk Poślednik
- Jarosław Augustowski
- Zygmunt Kruszyński
- Waldemar Remfeld

## Ochrona przyrody
Na terenie powiatu grajewskiego położone są częściowo lub w całości poniższe formy ochrony przyrody.
Parki narodowe:
1. Biebrzański Park Narodowy

Obszary chronionego krajobrazu:
1. Obszar Chronionego Krajobrazu "Dolina Biebrzy I"
2. Obszar Chronionego Krajobrazu "Jezioro Rajgrodzkie"

Rezerwaty przyrody:
1. Rezerwat przyrody Czerwone Bagno

Prawem międzynarodowym chronione są:
- Konwencja ramsarska: Biebrzański Park Narodowy

## Rzeki i jeziora
Przez powiat przepływa rzeka Ełk i Kanał Rudzki. Na terenie powiatu znajdują się jeziora Toczyłowo, Rajgrodzkie, Mierucie i Brajmura (Grajwy).

## Muzea
- Muzeum Pożarnictwa w Szczuczynie
- Muzeum Sprzętu Rolniczego w Wojewodzinie

## Sąsiednie powiaty
- powiat augustowski
- powiat moniecki
- powiat łomżyński
- powiat kolneński
- powiat piski (warmińsko-mazurskie)
- powiat ełcki (warmińsko-mazurskie)

## Ścieżki rowerowe[10]
- droga rowerowa Grajewo-Toczyłowo
- droga rowerowa Tama-Rajgród

## Zabytki
- Dworek Opartowo
- Dworzec kolejowy w Grajewie
- Kasyno oficerskie w Grajewie
- Kościół Imienia Najświętszej Maryi Panny w Szczuczynie
- Wieża ciśnień w Grajewie